# Bruno Ivanović
Bruno Ivanović (1913. – Strmica, 1942.), hrvatski pripadnik pokreta otpora u Drugome svjetskom ratu. Ubili su ga četnici u Strmici kod Knina. 
Igrao je za RNK Split.
Ime Bruna Ivanovića ponijela je 1960. jedna splitska osnovna škola. Spomen-poprsje Bruna Ivanovića, rad kipara Arsena Roje nalazilo se ispred te osnovne škole.

## Vanjske poveznice
- Bruno Ivanović Billion Graves